# Delia majuscula
Delia majuscula este o specie de muște din genul Delia, familia Anthomyiidae. A fost descrisă pentru prima dată de Pokorny în anul 1889. Conform Catalogue of Life specia Delia majuscula nu are subspecii cunoscute.